# Sân bay quốc tế Plovdiv
Sân bay quốc tế Plovdiv (tiếng Bulgaria: Международно летище Пловдив, Mezhdunarodno letishte Plovdiv) (IATA: PDV, ICAO: LBPD) là sân bay tại thành phố lớn thứ 2 Bulgaria, Plovdiv. Thường gọi là Sân bay Plovdiv Krumovo, Krumovo là tên một làng cách thành phố 12 km về phía đông nam trên tuyến đường Plovdiv-Asenovgrad.
Do vị trí gần các khu trượt tuyết Bansko và Pamporovo, sân bay này hoạt động chính và mùa Đông. Các hãng bay thuê bao chính từ Anh quốc, Ireland và Nga. Sân bay này cũng đóng vai trò thay thế Sân bay Sofia trong trường hợp khẩn cấp. Hai sân bay này cách nhau 150 km hay 1,5 tiếng đồng hồ ô tô theo quốc lộ Trakiya.

## Các hãng hàng không và các tuyến điểm
| Hãng hàng không      | Các điểm đến                                |
| -------------------- | ------------------------------------------- |
| Arkia                | Thuê chuyến theo mùa: Tel Aviv–Ben Gurion   |
| Ryanair              | London-Stansted                             |
| S7 Airlines          | Theo mùa: Moscow-Domodedovo                 |
| Thomas Cook Airlines | Thuê chuyến theo mùa: Belfast–International |